# Palazzo Uguccioni

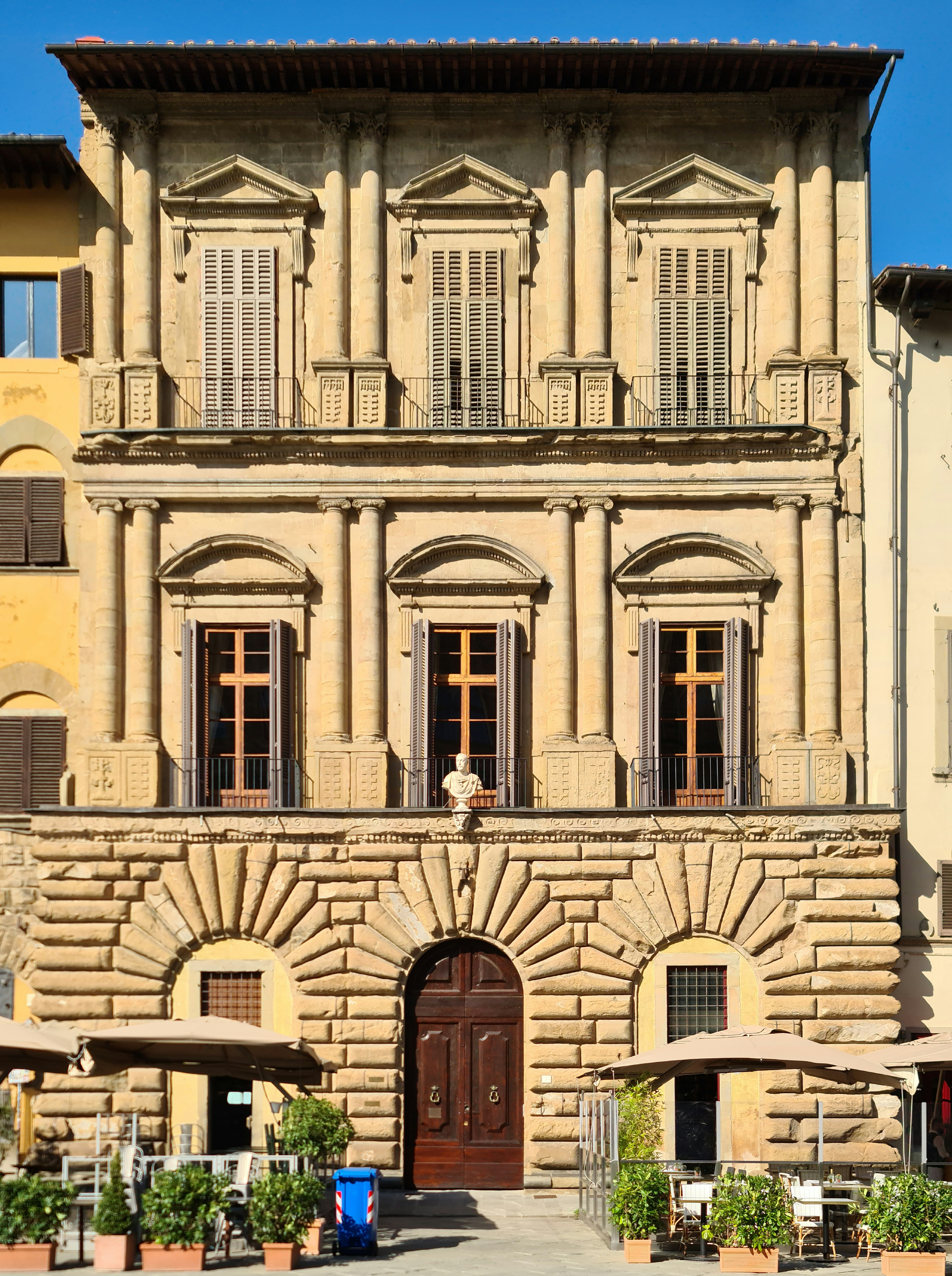
Palazzo Uguccioni in Florenz

Der Palazzo Uguccioni ist ein Renaissance-Palast an der Piazza della Signoria in Florenz, Italien.
Der Palast wurde ab 1550 für Giovanni Uguccioni gebaut. Die ursprüngliche Architektur mit klassischen Formen weist Ähnlichkeiten mit den römischen Vorbildern von Bramante und Raffael auf, die in Rom bereits von Da Sangallo oder Michelangelo übertroffen wurden, aber in Florenz völlig neu waren. Offensichtlich ist die Ableitung vom verschwundenen Palazzo Caprini von Bramante und vom Palazzo Vidoni Caffarelli, der Raffael zugeschrieben wird.
Die unteren Stockwerke haben drei Arkaden mit Rustizierung aus Pietraforte, dem Material, das für die gesamte Fassade verwendet wurde. Die oberen Stockwerke weisen zwei Reihen von Ionischen Säulen (erstes Stockwerk) und Korinthischen Säulen (zweites Stockwerk) auf. Auf den Sockeln der letzteren sind die Wappen der Familie eingemeißelt. Über dem Eingang befindet sich eine Büste von Francesco I. de’ Medici, die vielleicht von Giambologna stammt.